# Убити Зорана Ђинђића
Убити Зорана Ђинђића је српска трагикомична музичка представа из 2012. године у режији Златка Паковића настала по мотивима истоимене драме коју је Паковић написао заједно са Рајком Ђурићем. Описана од стране њених аутора као „политички кабаре”, представа на апсурдистички начин сагледава политичко стање у Србији након атентата на Зорана Ђинђића. Сценографију представе је радио Никола Џафо заједно са колективом „Арт клиника”, музику је компоновао Божидар Обрадиновић, а текстове за песме написао Томислав Марковић. Плакат који приказује Зорана Ђинђића на штакама, дизајнирао је новосадски уметник Владимир Страјнић.
Представа је имала своју премијеру 5. октобра 2012. године на сцени „Фабрика” Студентског културног центра Нови Сад, и њој су присуствовали између осталог Светислав Басара, Борка Павићевић, Небојша Попов и Зоран Живковић. Датум премијере је одабран симболично као алузија на петооктобарску револуцију о којој је режисер рекао да: „није изведена до краја.”
Убити Зорана Ђинђића је био други позоришни комад који је 2012. године као своју тему имао убиство премијера Зорана Ђинђића. Њему је претходио позоришни комад Зоран Ђинђић, редитеља Оливера Фрљића у мају 2012. године. За разлику од Фрљићевог дела, које је било тема полемике критичара због свог контроверзног приступу чињеницама, Убити Зорана Ђинђића је био већи критички и комерцијални успех. Мирјана Карановић је представу описала као: „моћну, бескомпромисну и храбру представу, све оно што Зоран Ђинђић Оливера Фрљића – није.” Након успеха у Новом Саду, представа је играна у Београду, Сомбору, Новом Пазару, Загребу и Бечу. Такође је изведена у оквиру четрдесет и седмог годишњег фестивала Битеф.
Редитељ представе Златко Паковић је о циљу представе рекао: „Представа Убити Зорана Ђинђића је освета свима онима који су прижељкивали Ђинђићево убиство и њиме се окористили. Њима се треба изругивати на смрт, јер они чине све да грађани и грађанке Србије буду незадовољни и суморни”

## Постава

### Глумачка постава
- Никола Ђуричко[12]
- Емина Елор
- Бојан Димитријевић
- Јована Стипић
- Игор Филиповић
- Милијана Макевић

## Настанак
Драма Убити Зорана Ђинђића, написана је од стране српског политичара, писца и ромолога, Рајка Ђурића, уз драматуршку помоћ Златка Паковића, и први пут објављена у књизи Радници умиру певајући 2011. године. Књига је настала у оквиру конкурса за „савремени ангажовани драмски текст” који је расписао фонд Хартефакт. Драма Убити Зорана Ђинђића је била једна од пет драма одабраних од стране стручног жирија којег су чинили Биљана Србљановић, Милош Лолић и Слободан Обрадовић. У рецензији књиге за недељник Време, Теофил Панчић, описује Убити Зорана Ђинђића као дело које је „превише ангажовано”, позивајући се на количину алузија на стварне личности српске политичке сцене, и сматрајући да би дело боље функционисало као радио-драма.
Дизајн плаката за представу урадио је новосадски уметник Владимир Страјнић описујући процес креирања плаката као: „изузетно интензиван и емотиван”. Плакат је замишљен и креиран у периоду од неколико сати; на њему се налази силуета Зорана Ђинђића сачињена од елемената који симболизују прогресивизам, науку, будућност и просперитет. Одлуку да прикаже премијера Ђинђића на штакама, уметник је објаснио: „Његова фигура се креће споро, са штакама, кроз непријатељско окружење – алузија на његову повреду ноге и тежину пута којем је ишао.” Црвена позадина одабрана је да представља опресивну снагу клерофашизма. Аутор је о делу рекао: „Кроз овај плакат желео сам да сажмем све емоције, конфликте и наду везане за Ђинђића и његову мисију.”
Продукцију драме финансирао је Студентски културни центар Нови Сад, на чијој је сцени „Фабрика” представа имала своју премијеру. Сценографију представе урадио је новосадски мултимедијални уметник Никола Џафо, заједно са уметничким колективом „Арт клиника”. У оквиру сценографије, Џафо би облепљивао ходнике позоришта који су водили ка сцени, чланцима из таблоида који су се кроз медијску хајку залагали за смрт премијера Зорана Ђинђића. У чланцима су се нашли цитати Александра Тијанића, Милорада Вучелића и Велимира Илића. Пре почетка представе је са разгласа емитован понављајући цитат Томислава Николића, у тренутку премијере председника републике Србије, из фебруара 2003. године који гласи: „Ако неко од вас у следећих месец или два случајно види Зорана Ђинђића, нека му поручи да је и Тито пред смрт имао проблема са ногом.”

## Критике
Представа Убити Зорана Ђиншића је топло прихваћена од стране критичара. Писац и колумниста Светислав Басара је о представи рекао: „Свима поручујем да је погледају, нарочито главном одбору ДСС-а”, а затим је у својој колумни у новинама Данас написао: „у представи Убити Зорана Ђинђића политика ниједног тренутка није надјачала уметност” и додао о Паковићевом приказу политичара: „Паковић их је приказао онаквим какви ваистину јесу - као опасне кловнове, а не како они ласкају себи - као историјске личности.”
Новица Милић, новинар за вебсајт Пешчаник је написао да представа: „погађа у центар - Србије” док је Саша Илић за исти вебсајт написао да представа прича „брехтијанским говором” и „[упозорава] притом да ми не живимо у друштву Ожалошћене породице [...] већ напротив, у друштву које је заробио злочиначки апарат из Милошевићевог доба, који је након убиства премијера поново уграбио институције власти, привреде, образовања и културе, и нацерио нам се у лице.”
Теофил Панчић, који је изразио своје сумње у драму када је писао о њој у оквиру рецензије књиге Радници умиру певајући, назвао је представу успешном и похвалио глумачку поставу о којој је рекао да у представу убацују „театарске heart & soul.” Редитељ Горчин Стојановић је за Радио Слободну Европу рекао: „Мислим да је ова представа потврда да позориште има моћ, искључиво и само онда ако је позориште. Ова представа је одлична и она је на високом извођачком нивоу.”
Укључивање представе Убити Зорана Ђинђића, заједно са представом Зоран Ђинђић Оливера Фрљића, у репертоар четрдесет и седмог годишњег Битефа 2013. године, изазвало је комешање међу критичарима. У рецензији која се освртала на Битеф, Тамара Барачков је у часопису Сцена о представи написала: „Представа Убити Зорана Ђинђића често се губи у сувише великом карикирању и памфлетском потцртавању одређених сегмената, што делује као претерано илустративно пародирање са кабаретским тоном.”